# Kim Sung-kyu (acteur)
Dans ce nom coréen, le nom de famille, Kim, précède le nom personnel.
Pour les articles homonymes, voir Kim.
Kim Sung-kyu (hangeul : 김성규 ; hanja : 金成圭 ; RR : Kim Sung-kyu ; MR : Kim Sŏng-gyu), parfois orthographié Kim Sungkyu, est un acteur sud-coréen, née le 6 janvier 1986 à Gyeonggi.

## Filmographie

### Cinéma

#### Longs métrages
- 2014 : The Con Artists (기술자들) de  Kim Hong-seon : l'inspecteur B
- 2016 : Tunnel (터널) de Kim Seong-hoon : l'homme du groupe civique 3
- 2017 : The Outlaws (범죄도시) de Kang Yoon-sung : Yang-tae
- 2018 : The Accidental Detective 2: In Action (탐정: 리턴즈) de Lee Eon-hee : Lee Dae-hyun
- 2019 : Le Gangster, le Flic et l'Assassin (악인전) de Lee Won-tae : Kang Kyeong-ho
- 2022 : Hansan : La Bataille du dragon (한산: 용의 출현) de Kim Han-min : Junsa
- 2023 : Noryang (노량: 죽음의 바다) de Kim Han-min : Junsa

#### Courts métrages
- 2011 : Nineteen Ninety Nine (나인틴 나인티나인) de[Qui ?] : Lee Sang-man
- 2012 : family is… de[Qui ?] : le grand frère
- 2012 : Beloved de[Qui ?] : l'être inconnu

### Séries Télévisées
- 2019-2020 : Kingdom (킹덤 시즌) : Yeong-shin (12 épisodes)
- 2020 : A Piece of Your Mind (반의반) : Kang In-wook
- 2021 : One Ordinary Day (어느 날) : Do Ji-tae (6 épisodes)
- 2022 : The King of Pigs (돼지의 왕) : Jung Jong-suk (12 épisodes)
- 2023 : Revenant (악귀) : Lee Ok-gyu (apparition spéciale)
- 2024 :  Pachinko (파친코 시즌) : Kim Chang-ho (deuxième saison)